# P+R Nijmegen-Noord
P+R Nijmegen-Noord, voorheen bekend als P+R Waalsprinter, is een P+R in de stad Nijmegen, in de wijk Ressen. Het parkeerterrein werd op 7 december 2015 geopend.
De P+R ligt net ten noorden van de stad en bestaat uit een parkeerplaats en een bushalte. De bushalte ligt aan het Keizer Augustusplein, een ovatonde boven de Prins Mauritssingel, en wordt aangedaan door buslijn 300, ook wel bekend als de RijnWaalsprinter. In het weekend wordt de halte ook bediend door buslijn 125. De parkeerplaats ligt tussen de Prins Mauritssingel en de Pathé. Men kan bij de P+R de auto parkeren en vervolgens hun parkeerkaartje gebruiken als vervoersbewijs voor de bus. De parkeerkaartjes zijn voor lijn 300 alleen geldig op de bussen in de richting van Nijmegen. Door winkelpubliek hier hun auto te laten parkeren en vervolgens met het openbaar vervoer verder naar het centrum te laten reizen worden de wegen rondom de binnenstad ontlast.